# Willi Gabriel
Willi Gabriel, född 24 september 1939, är en tysk bågskytt. Han deltog vid olympiska sommarspelen 1976.